# Verzinken

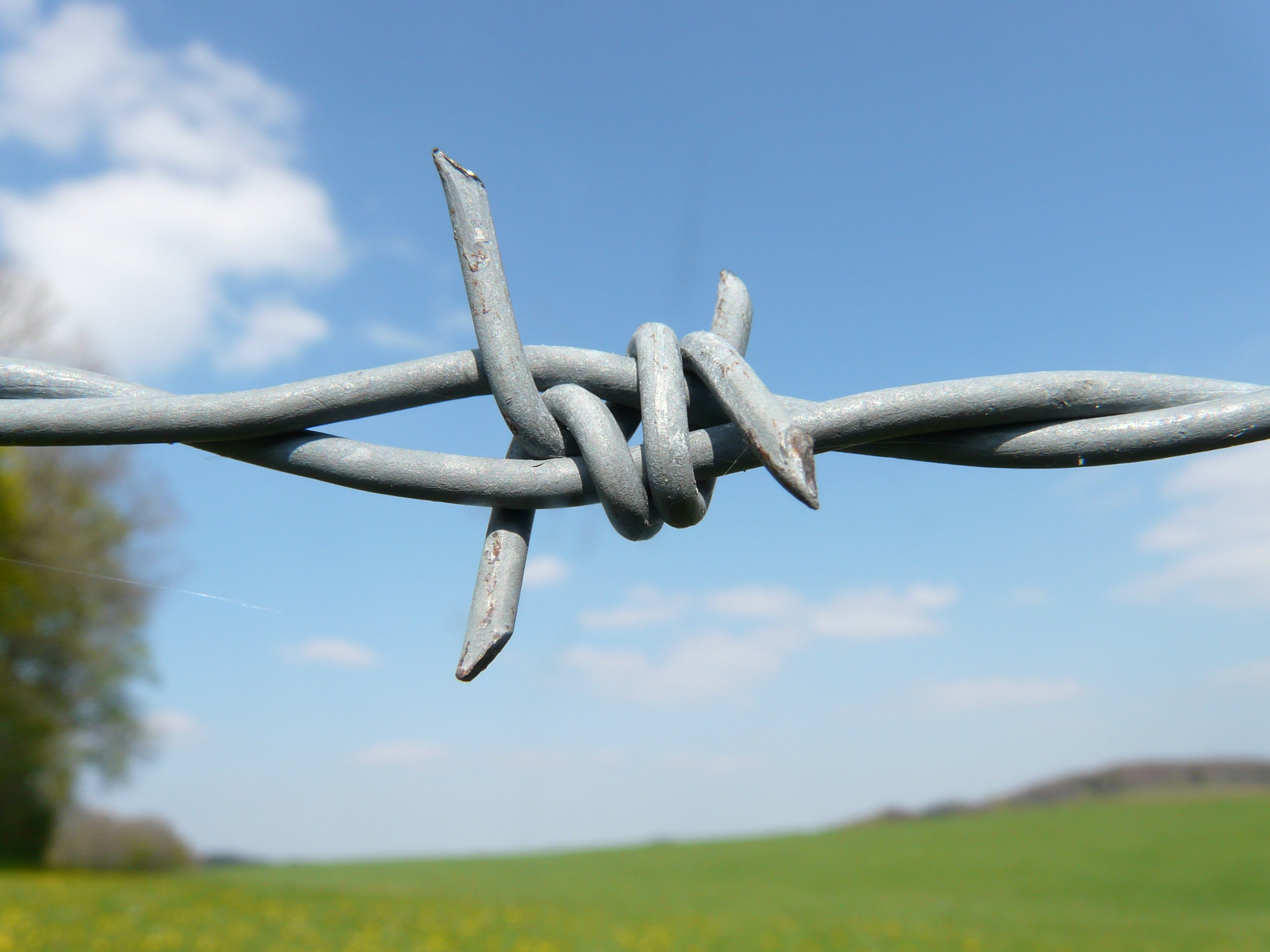
Verzinkter Stacheldraht

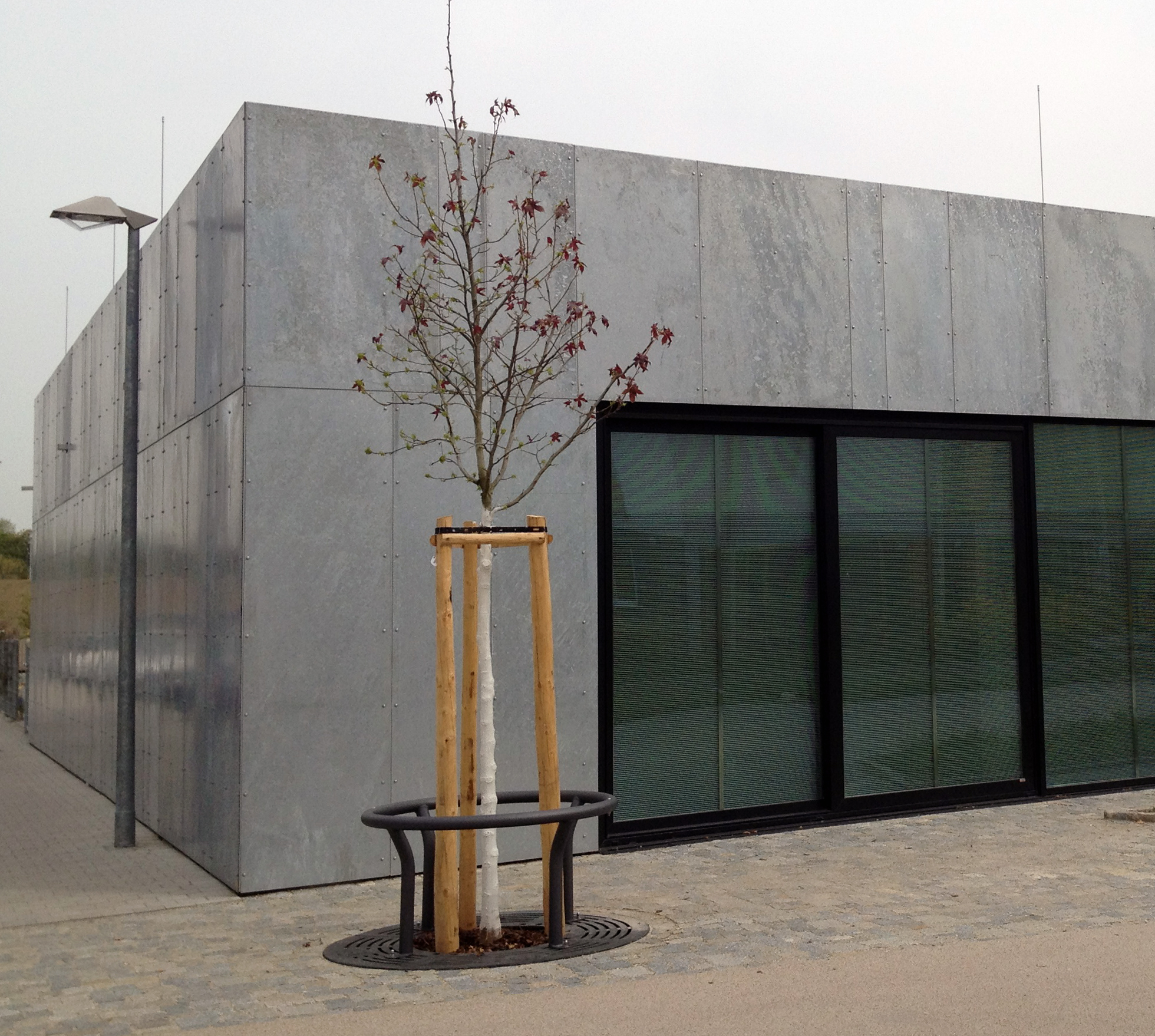
Feuerverzinkte (stückverzinkte) Stahlfassade mit der typischen changierenden (durch Kristallbildung unregelmäßig reflektierenden) Oberflächenstruktur

Beim Verzinken wird Stahl mit einer dünnen Schicht Zink versehen, um ihn vor Korrosion zu schützen. Seltener werden auch andere Materialien verzinkt.
Im Gegensatz zu nichtmetallischen Beschichtungen bietet die Zinkschicht neben dem passiven Korrosionsschutz als Barriere auch einen aktiven Schutz als Opferanode. Die kathodische Wirkung des Zinküberzuges verhindert die Korrosion des Eisens in Abhängigkeit der Umgebungsbedingungen auch für kleinere Bereiche ohne Überzug, so dass auch Fehlstellen bis zur Größe von einigen Millimetern in der Zinkschicht sowie bloßliegende Schnittkanten geschützt sind. Die resultierende Bimetallkorrosion bewirkt jedoch einen erhöhten Abtrag der angrenzenden Zinkschicht.
In Abgrenzung zu organischen Beschichtungen werden Zinkschichten auch als Überzug bezeichnet.
Ein Verzinkungen vornehmender Betrieb wird als Verzinkerei bezeichnet.

## Verzinkungsverfahren
Verfahren zum Auftrag eines Überzugs aus Zink auf Bauteile auf Stahl:
- Feuerverzinken (Schmelztauchverzinkung)[2]
  - Stückverzinken (Tauchfeuerverzinkung) durch Eintauchen in eine Zinkschmelze ergibt Schichtdicken von 50 bis 150 µm[3]
  - Bandverzinken (Sendzimirverzinkung) durch kontinuierlichen Durchlauf durch eine Zinkschmelze ergibt Schichtdicken von 5 bis 40 µm, typisch sind 10 bis 20 µm[4]

- Spritzverzinken (Lichtbogenspritzen[5] oder Flammspritzen mit Zinkdraht[6] oder Zinkpulver), Schichtdicken von 80 und 500 µm

- Galvanisch Verzinken (Elektrolytische Verzinkung; in der Schweiz: Promatisieren), Schichtdicke steuerbar von 2,5 bis 25 µm,[3] meist werden jedoch nur 10 µm erreicht[7]

- Sherardisieren (Diffusionsverzinkung), Schichtdicke steuerbar zwischen 10 und 80 µm

- Zinklamellen/Binder-Systeme (Aufsintern einer anorganischen Beschichtung aus chrompassivierten Zinklamellen im Tunnelofen; in der Schweiz: Dacrometisieren), Schichtdicken von 4 bis 5 µm pro Auftrag, typische Gesamtdicke 8 bis 15 µm.

- Mechanisches Verzinken, Schichtdicke bis 50 µm

- Bindemittelhaltige Zinkbeschichtungen – Eine Zinkstaubfarbe wird ohne Wärmeeinwirkung aufgetragen. Die Zinkpartikel werden durch ein Bindemittel zusammengehalten. Der Zinkanteil des Trockenfilms sollte mindestens 90 % betragen. Siehe auch Filmverzinken

Der Bundesgerichtshof urteilte 1969 (BGH, 12. März 1969 – I ZR 79/67): „Der Verkehr verstehe unter einer Verzinkung, daß ein reiner Zinküberzug aufgebracht werde, denn das entspreche dem Sprachgebrauch und sei auch das übereinstimmende Ergebnis aller Verzinkungsverfahren, wenn diese auch in sonstigen Beziehungen abweichend verliefen.“ Jedem Verzinkungsverfahren liegt demnach das Aufbringen eines reinen Zinküberzugs zugrunde. Entsprechend können Beschichtungen wie Zinkstaubfarben nicht als Verzinkung bezeichnet werden. Zinkhaltige Beschichtungen können nur dann einen aktiven Korrosionsschutz gewährleisten, wenn genügend Zinkpartikel enthalten sind, um einen durchgängig leitfähigen Film zu erzeugen. Um dies zu erreichen, muss in der Regel der Bindemittelgehalt des Produkts soweit reduziert werden, dass im Vergleich zu anderen Korrosionsschutz-Anstrichen die Haftung und Widerstandsfähigkeit leidet.

### Feuerverzinkung/ Schmelztauchverfahren

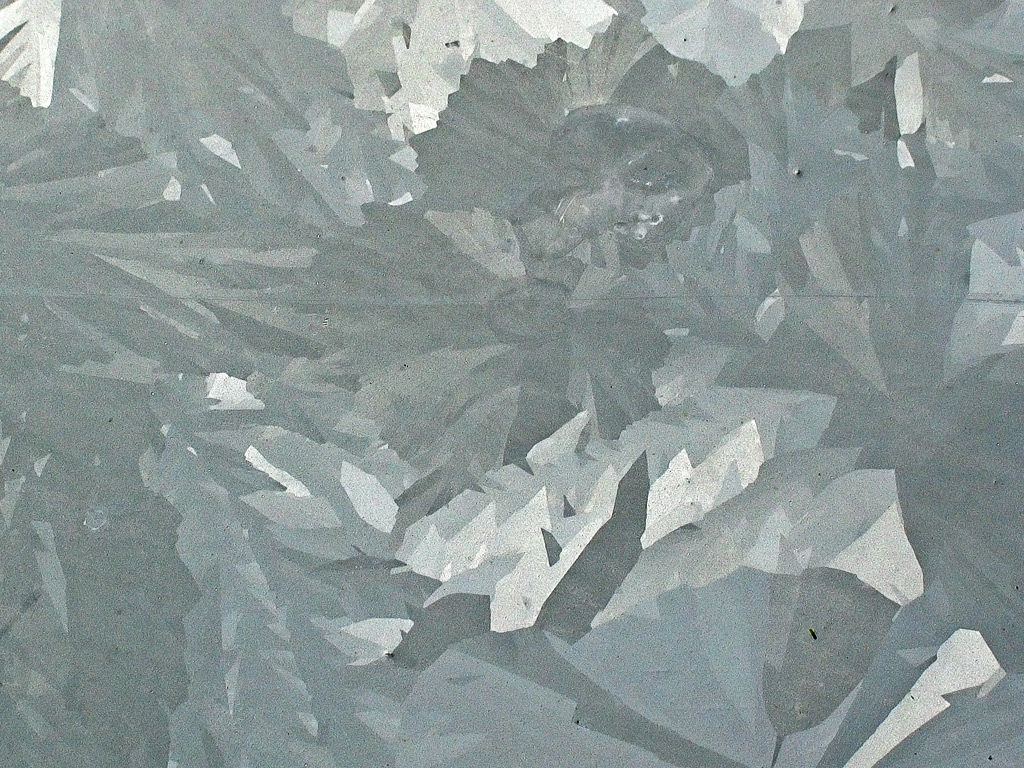
Kristalline Oberfläche eines noch wenig oxidierten feuerverzinkten Eisengeländers im Straßenverkehr

Beim Feuerverzinken wird Stahl in eine Schmelze aus flüssigem Zink getaucht, deren Temperatur bei ca. 450 °C liegt. Unterschieden wird zwischen
- dem Stückverzinken, bei dem unterschiedlich geformte Stahlteile (beispielsweise Treppenelemente oder Geländer) in das Zinkbad getaucht werden und
- dem kontinuierlichen Endlosverfahren für Halbzeuge wie Bleche, das auch Bandverzinken oder Sendzimir-Verzinken genannt wird.

Die Zinkschichtdicke liegt beim Stückverzinken in der Regel zwischen 50 und 150 Mikrometer und beim Bandverzinken zwischen 5 und 40 Mikrometer. Durch die größere Zinkschichtdicke erreichen stückverzinkte Bauteile eine Nutzungsdauer von zumeist mehr als 50 Jahren.
Beim Feuerverzinken bildet sich an der Grenzfläche zwischen Stahl und Zink eine Legierung. Durch die Wärmeeinwirkung können sich größere (Blech-)Teile beim Feuerverzinken verziehen. Eine Wandstärke von wenigstens 1,5 mm wird empfohlen. Blechfalze können durch die Zinkschicht verklebt werden, wodurch sich die Steifigkeit der Konstruktion erhöht. Gewinde und passgenaue Öffnungen müssen nach dem Feuerverzinken in der Regel nachgeschnitten werden. Die Beschichtung feuerverzinkter Oberflächen bedarf besonderer Maßnahmen, da manche Lacke die Bildung einer Oxidschicht an der Oberfläche des Zinks nicht verhindern können, wodurch die Haftung erschwert wird.

### Spritzverzinken
Das Spritzverzinken (nach DIN EN ISO 2063 Teil 1 und 2) ist eine Variante des Thermischen Spritzens (DIN EN 657, Thermisches Spritzen – Begriffe, Einteilung) und wird seit fast 100 Jahren zum Korrosionsschutz von Stahl eingesetzt.
Dabei wird eine Zink- oder Zinklegierungsschicht durch eine Sauerstoff-Brenngas-Flamme (Flammspritzen) oder im Lichtbogen (Lichtbogenspritzen) aufgeschmolzen, durch Druckluft zerstäubt und auf die Oberfläche des Werkstücks aufgetragen. Dies kann manuell oder automatisiert geschehen. Das aufgespritzte Zink bildet auf dem Werkstück eine raue Schicht mit vergleichbaren Korrosionsschutzeigenschaften wie eine Feuerverzinkung. Für den Einsatz im maritimen Bereich stehen für das Spritzverzinken spezielle Zinklegierungen mit Aluminiumgehalten bis 22 Gew.% zur Verfügung, die unter diesen Umgebungsbedingungen einen deutlich verbesserten Korrosionsschutz im Vergleich zu reinem Zink bieten. Die Spritzverzinkung kann, wenn zum Beispiel aus Designgründen gewünscht, ohne weitere Zwischenbearbeitung, unmittelbar nach dem Aufbringen versiegelt und mit einer Deckbeschichtung versehen werden. Kombinierte Systeme von Spritzverzinkung und Deckbeschichtung werden Duplexsysteme genannt.
Beim Spritzverzinken wird das Werkstück nur gering thermisch belastet. Es lassen sich nahezu alle Materialien (temperatursensitive Stähle, Kunststoffe, Kartonagen, Holz) Spritzverzinken. Auch hochfeste Stähle und dünnwandige Bauteile lassen sich ohne Beeinflussung der Materialeigenschaften und nahezu verzugsfrei verzinken. Die Schichtdicken sind variabel einstellbar und liegen typischerweise zwischen 100 µm und 500 µm. Voraussetzung für die Haftung der Spritzschicht ist eine gewisse Rauheit der Werkstückoberfläche, die durch Bearbeitung der Materialoberfläche mit einem Strahlmittel erzeugt wird.
Im Gegensatz zu den meisten anderen Verzinkungsverfahren können auch sehr große und ortsfeste Bauteile spritzverzinkt werden, da die Verzinkungsanlage mobil einsetzbar ist. Im Vergleich zum Feuerverzinken müssen die Innenquerschnitte beim Spritzverzinken ausreichend groß sein, um die Lanze zur Applikation des Zinks noch einführen zu können. Auch kann es in schlecht zugänglichen Hohlräumen schwierig sein, eine gleichmäßige Schichtdicke zu erzielen. Der Überzug kann eine Dicke von einem Millimeter erreichen.
Hauptanwendung findet das Spritzverzinken bei der Gussrohrherstellung, dem Großstahlbau von Brücken und maritimen Strukturen, sowie beim Korrosionsschutz von Offshore-Windenergieanlagen.

### Sherardisieren – Diffusionsverzinken

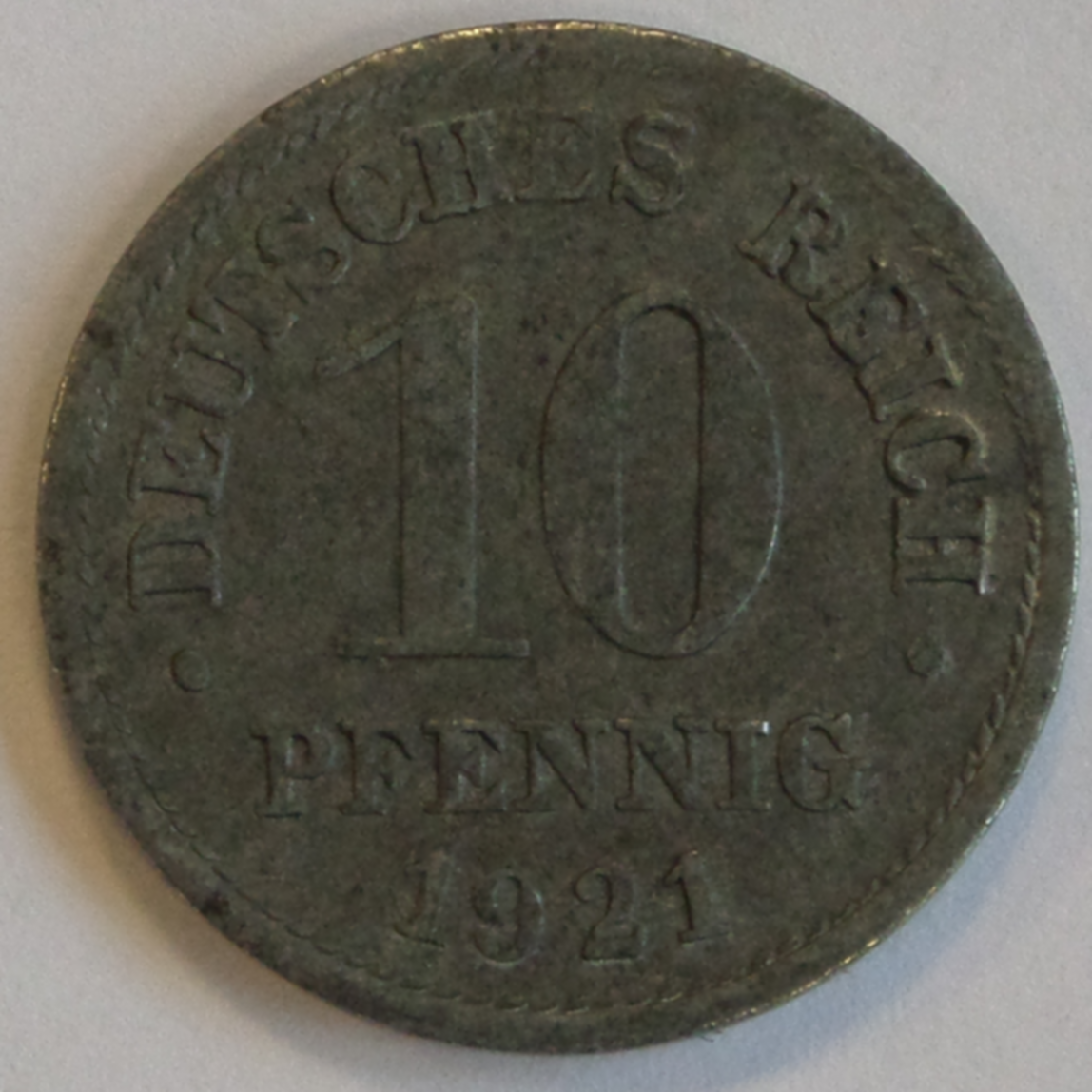
Sherardisierte Münze von 1921

Beim Sherardisieren werden in geschlossenen, rotierenden Trommeln die zu verzinkenden Metallteile chargenweise mit Zinkpulver erhitzt. Bei Temperaturen von 320 °C bis 500 °C verdampft Zink und verbindet sich durch Diffusion mit dem Basismaterial zu einer intermetallischen Phase, welche aus dem Grundmaterial heraus wächst. Es bilden sich gleichmäßige, temperaturbeständige, harte und abriebfeste Zink-Eisen-Legierungsschichten.
Das Verfahren eignet sich für Teile mit komplizierten Geometrien und Hohlräumen, wie auch zur preisgünstigen Beschichtung von Massenprodukten.
Da der Prozess trocken abläuft und keine wässrige oder ätzende Vorbehandlung erforderlich ist, kann eine Wasserstoffversprödung der zu beschichtenden Teile ausgeschlossen werden.
Die matt-graue Oberfläche bietet eine gute Lackhaftung und erreicht in Verbindung mit Passivierungs- oder Duplex-Systemen einen hervorragenden Korrosionsschutz.

### Zinklamellen/Binder-Systeme

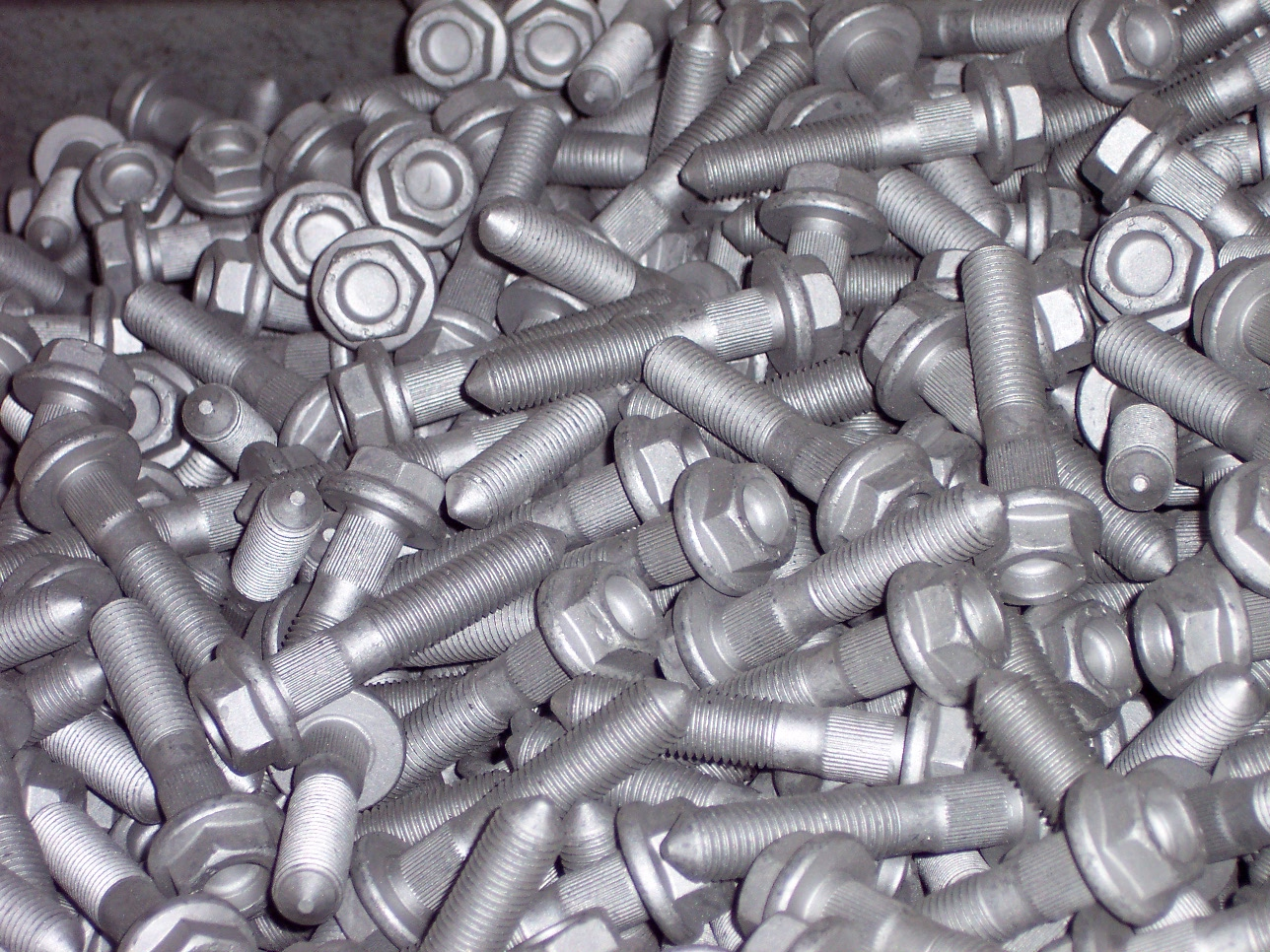
Zinklamellenüberzug: beschichtete Schrauben

Seit Anfang der 1970er Jahre werden Dispersionen kleiner Zink- und meist auch Aluminiumflocken in einem Tauch-/Schleuder-Verfahren aufgebracht, getrocknet und bei 180–350 °C eingebrannt. Bei der klassischen Zinklamellenbeschichtung wird bei einem Beschichtungsvorgang eine Schichtdicke von etwa 4–5 µm erreicht, außerdem ist die Schicht nicht porendicht. Daher wird üblicherweise zweimal beschichtet und teilweise zusätzlich silikatisch versiegelt bzw. mit organischem Decklack überbeschichtet.

### Galvanische Verzinkung
Die Werkstücke werden nicht in eine Zinkschmelze, sondern in einen Zinkelektrolyten eingetaucht; dabei wird das zu verzinkende Werkstück als Kathode in die Lösung gehängt. Als Anode benutzt man eine Elektrode aus möglichst reinem Zink. Beim galvanischen Verzinken ist der Zinkauftrag proportional zu der Stärke und Zeitdauer des Stromflusses, wobei – abhängig von der Werkstück- und Anodengeometrie – eine Schichtdickenverteilung über das gesamte Werkstück entsteht. Sollen Hohlräume verzinkt werden, so müsste die Anode in den Hohlraum eingeführt werden. Im galvanischen Bad besteht die Gefahr der Wasserstoffversprödung, was insbesondere bei gehärteten Stahlbauteilen von Nachteil sein kann.
Durch die unterschiedlichen Schichtstärken ist der Korrosionsschutz meist weniger langlebig als bei anderen Verzinkungsverfahren. Galvanisch verzinkte Werkstücke, die über längere Zeiträume einer direkten Bewitterung ausgesetzt werden, sollten eine zusätzliche Kunstharzbeschichtung erhalten (siehe Duplex-System).
Galvanisch verzinkte Bleche eignen sich gut für die anschließende Pulverbeschichtung, da die Oberfläche gleichmäßig ist und so gut wie keine Oberflächenstruktur aufweist (Blumen).
Hoch belastete Werkstücke wie Schrauben, bei denen sich eine Kunststoff-Beschichtung ablösen würde, werden zur Verbesserung des Korrosionsschutzes häufig anschließend noch einer Chromatierung unterzogen.
Kleine Flächen können auch ambulant behandelt werden, indem ein Gewebe oder Schwamm mit einem Elektrolyt getränkt und zwischen das Zink und das Werkstück gebracht wird. Das Zink muss dabei am Plus- und das eiserne Werkstück am Minuspol einer Stromquelle angeschlossen sein.
Nach DIN EN ISO 4042 ist der Code für galvanisch verzinkt A2F.

### Mechanische Verzinkung
Für gehärtete Teile, die empfindlich gegen Wasserstoffversprödung sind, ist in einigen Spezifikationen die mechanische Beschichtung vorgeschrieben. Hier wird in einem Mischer Zinkstaub mit Glaskugeln ohne Wärmeeinwirkung auf die zu beschichtenden Teile quasi aufgehämmert. Da es sich nicht um ein elektrolytisches Verfahren handelt, entsteht kein Wasserstoff, der in das Stahlteil eindringen könnte. Je nach Teilegeometrie (z. B. Innensechskant) kann die Abriebfestigkeit etwas eingeschränkt sein. Die hochglänzenden Oberflächen der Galvanik können nicht erreicht werden. Es können Schichtdicken bis etwa 50 µm erzeugt werden.
Diese Form der Verzinkung wird bei Bauteilen aus Federstahl wie Tellerfedern oder Befestigungsclips angewendet.

## Bearbeitung
Wenn es bei der nachträglichen Bearbeitung verzinkter Objekte zur Verletzung der Zinkschicht kommt, kann die Schutzwirkung beeinträchtigt werden.
Metallische Verbindungen können durch das Metall-Schutzgas-Löten (MSG-Löten), das Laserlöten und bestimmte Schweißverfahren hergestellt werden.
Bei der Nachverzinkung von Schweißnähten sind die DIN EN ISO 1461 (Schichtdicke) und DIN EN 1090-2 (Vorbereitung) zu beachten. Möglich ist das Flammspritzen und die Zinkstaubbeschichtung. Bei geringeren Ansprüchen an die Schutzwirkung werden Zinksprays verwendet.

## Nachbehandlung verzinkter Oberflächen
Verzinkte Stahlteile sind durch die Zinkschicht sehr gut vor Korrosion (Rotrost) geschützt. Die Zinkschicht selbst ist aber Korrosionsbelastungen ausgesetzt, oftmals durch Kontaktkorrosion. Auch durch den Einfluss von Seeklima kann es schnell zur Zinkkorrosion (Weißrost) kommen.
Zusätzlich aufgebrachte Passivierungsschichten und Versiegelungen verzögern die Korrosion von Zink- oder Zinklegierungsüberzügen und verbessern damit auch die Beständigkeit gegen Grundmaterialkorrosion.
Speziell für galvanisch verzinkte Teile wurden Chromatierungsverfahren entwickelt, die sich im Grad des Korrosionsschutzes und in der Farbe unterscheiden. Einige Chromatierungsschichten enthalten giftiges Chrom(VI). In letzter Zeit wurden Chrom(VI)-freie Verfahren wie die Dickschichtpassivierung entwickelt.

### Zusätzliche Kunststoffbeschichtung (Duplex-System)

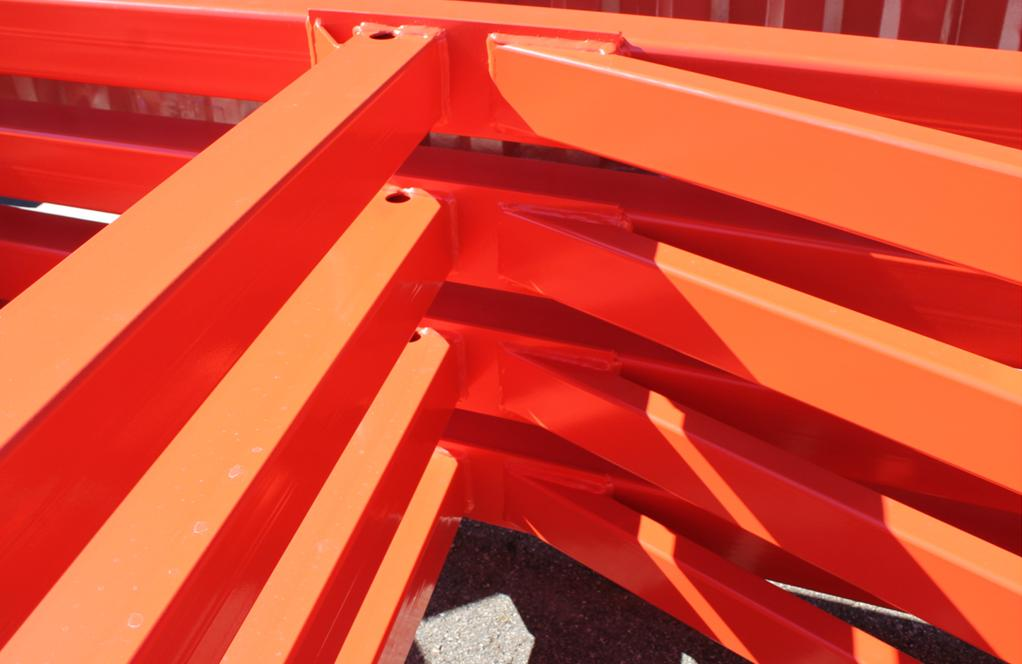
Duplex-System: Feuerverzinkte und anschließend beschichtete Stahlbauteile

Unter Duplex-Systemen versteht man ein Korrosionsschutz-System, das aus einer Verzinkung in Kombination mit einer oder mehreren nachfolgenden Beschichtungen besteht. Die Beschichtung kann sowohl als Nass- als auch als Pulverbeschichtung ausgeführt werden. Duplex-Systeme mit Nassbeschichtungen sind in DIN EN ISO 12944-5, Duplex-Systeme mit Pulverbeschichtungen in DIN 55633 geregelt. Verzinkung und Beschichtung ergänzen sich. Die Verzinkung wird durch die darüberliegende Beschichtung vor atmosphärischen und chemischen Einflüssen geschützt. Hierdurch wird die Lebensdauer der Verzinkung erhöht, welche bei direkter Bewitterung einem konstanten Abtrag unterliegt.
Die Beschädigung einer direkt auf Stahl aufgebrachten Beschichtung hat weitaus gravierendere Korrosion zur Folge, da eine dazwischenliegende Verzinkung die Unterwanderung und Ablösung der Beschichtung durch Korrosionsprodukte des Eisens (Rost), verhindert.
Durch Synergie von Verzinkung und Beschichtung ist die Gesamtschutzdauer eines Duplex-Systems 1,2- bis 2,5-mal so groß wie die Summe aus der jeweiligen Einzelschutzdauer von Verzinkung und Beschichtung.

### Ausbesserung von beschädigten Zinküberzügen
Die galvanische Schutzwirkung eines Zinküberzugs verhindert die Korrosion auch auf unbeschichtetem Stahl, der nur wenige Millimeter von der Zinkschicht entfernt liegt und leitend mit dieser verbunden ist.
Um die Schutzwirkung langfristig zu erhalten, sollten beschädigte oder angearbeitete Stellen ausgebessert werden. Geeignete Ausbesserungsverfahren gemäß DIN EN ISO 1461 sind:
- Thermisches Spritzen mit Zink,
- das Auftragen geeigneter Zinkstaubbeschichtungen sowie
- Lote auf Zinkbasis.

Um die Haltbarkeit von durch Stückverzinken aufgebrachten Zinküberzügen zu erreichen, sollte die Schichtdicke des ausgebesserten Bereiches mindestens 100 µm betragen. Mit gewöhnlichen Zinksprays kann diese Schichtdicke auch bei mehrmaligem Übersprühen in der Regel nicht erreicht werden.
Um den galvanischen Effekt durch die Leitfähigkeit der Beschichtung zu erreichen, sollte der Trockenfilm der Beschichtung zudem mindestens 90 % Zink enthalten.